# Wizard rock
Wizard Rock (Wrock; em português: rock bruxo) é um gênero musical Novelty rock com o tema da franquia Harry Potter. A música foi amplamente prevalente nos Estados Unidos no início dos anos 2000. O Wizard Rock começou inicialmente em Massachusetts com Harry and the Potters, embora tenha crescido internacionalmente.

## Características
Bandas líderes neste gênero incluem Harry and the Potters e Draco and the Malfoys. Embora a maioria dos ouvintes do gênero sejam fãs de Harry Potter, algumas bandas atraíram ouvintes fora da base de fãs dos livros. As canções de Wizard Rock são frequentemente escritas do ponto de vista de um personagem em particular nos livros, geralmente o personagem que aparece no nome da banda. Em contraste com as bandas mainstream que têm algumas canções incorporando referências literárias entre um repertório musical mais amplo (notavelmente Led Zeppelin para O Senhor dos Anéis), as bandas de Wizard Rock se inspiram inteiramente no universo de Harry Potter. Ao se apresentar ao vivo, as bandas de Wizard Rock geralmente fazem cosplay ou se vestem como personagens dos romances. Algumas bandas se apresentam em convenções de fãs.

## História

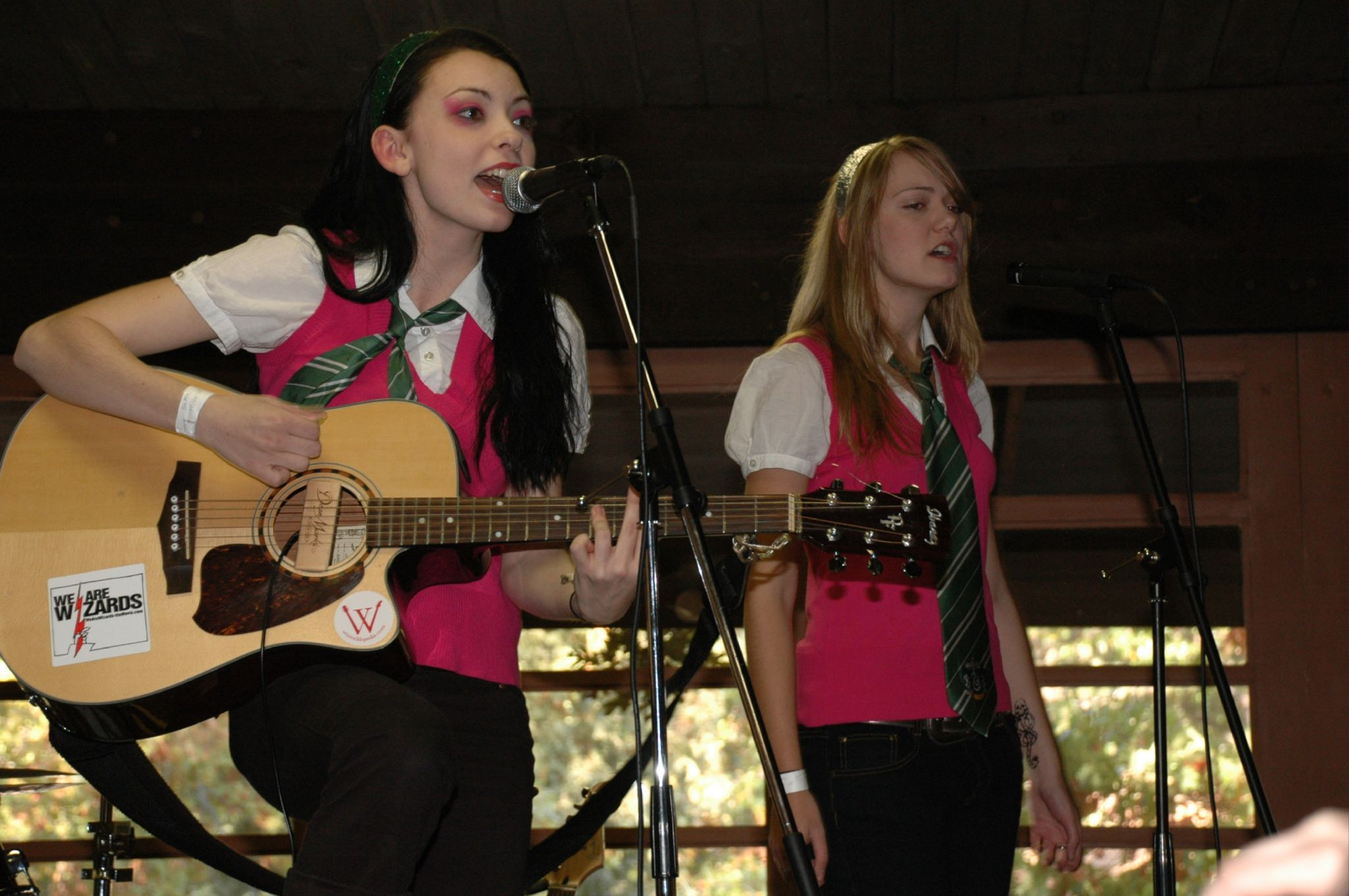
The Parselmouths, banda composta por Brittany Vahlberg e Kristina Horner, se apresentou durante Wrockstock em 2007, exibindo os trajes temáticos de Harry Potter comuns no gênero.

A primeira música com tema de Harry Potter é convencionalmente rastreada até 2000, quando a banda pop punk de Los Angeles Switchblade Kittens lançou uma "Ode to Harry" da perspectiva de Ginny Weasley. Harry and the Potters originou a banda temática de Harry Potter, que se tornou a gênese de um gênero de música centrado no fandom chamado Wizard Rock. À medida que a popularidade de Harry and the Potter aumentava, outras bandas de Wizard Rock surgiram. Brian Ross e Bradley Mehlenbacher originalmente conceberam Draco and the Malfoys como uma paródia de Harry and the Potters se apresentando em uma festa local. Em abril de 2005, Matt Maggiacomo convidou Harry and the Potters para tocar em um show só de Harry Potter em sua casa em Rhode Island. Naquela noite, Maggiacomo fez sua estreia como The Whomping Willows (Os Salgueiros Lutadores), e seus amigos, Mehlenbacher e seu irmão, Brian Ross, pela primeira vez como Draco and the Malfoys.
Há também festivais voltados para o gênero como o Wrockstock, que foi realizado pela primeira vez em 2007 nos Estados Unidos.
Em 2015, a banda mexicana Velvet Darkness lançou a música "Death Eaters" como parte de seu EP de estreia Delusion. Posteriormente, foi regravada em 2018 como faixa bônus de seu LP de estreia Nothing but Glory, e um videoclipe para a música foi lançado em 2019 com uma gravação ao vivo dela. "Death Eaters" levou a banda a tocar em vários eventos temáticos de Harry Potter, tocando suas músicas e covers de heavy metal das trilhas sonoras dos filmes.
Em 2021, resta uma pequena, mas ativa cena do Wizard Rock. Eventos notáveis incluem os festivais de música online Wrock from Home e OWL Fest; a série anual de compilação Wizard Rock Sampler; e sites como Wizrocklopedia e o grupo do Facebook "Wizard Rock Revival" veem muita atividade, com dezenas de atos musicais ativos e milhares de fãs. Atualmente, o Bandcamp apresenta muitos lançamentos de Wizard Rock de bandas anteriores e atuais.